# Bouxières-aux-Chênes
Bouxières-aux-Chênes é uma comuna francesa na região administrativa de Grande Leste, no departamento de Meurthe-et-Moselle. Estende-se por uma área de 19,85 km². Em 2010 a comuna tinha 1 446 habitantes (densidade: 72,8 hab./km²).